# Utetheisa galapagensis
Utetheisa galapagensis är en fjärilsart som beskrevs av Hans Daniel Johan Wallengren 1860. Utetheisa galapagensis ingår i släktet Utetheisa och familjen björnspinnare. Inga underarter finns listade i Catalogue of Life.

## Bildgalleri

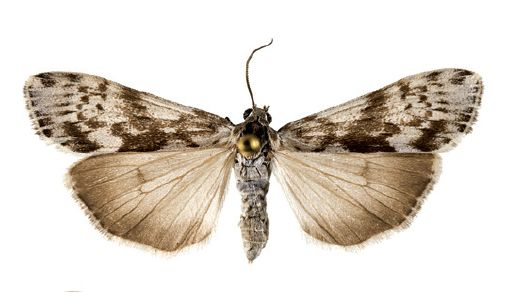
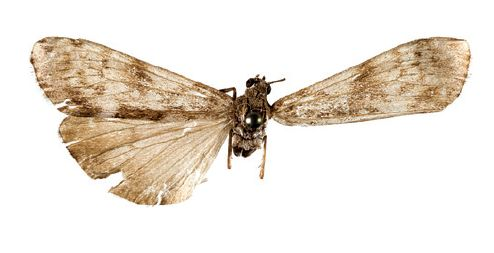